# Аммар аль-Мабрук
Аммар аль-Мабрук (араб. عمار المبروك‎, родился в 1940 году) — ливийский политик и государственный деятель. Был министром туризма Высшего народного комитета Ливии (правительство при Каддафи) с 2003 года по 22 января 2007 года. Последний в этой должности, 22 января 2007 года министерство туризма Ливии расформировали. Получил образование в университете Бенгази в 1960-х годах. После прихода Муаммара Каддафи к власти стал активно работать в органах гос. управления и в молодёжном крыле партии «Арабский социалистический союз». В 1970-х годах был личным секретарем Каддафи. С конца 1990-х годов работал в Высшем народном комитете Ливии. С 2003 года по 22 января 2007 года — министр туризма.